# Hiệp hội Dệt May Việt Nam
Hiệp hội Dệt May Việt Nam là tổ chức xã hội nghề nghiệp phi lợi nhuận của những người và doanh nghiệp, tổ chức hoạt động trong lĩnh vực dệt may tại Việt Nam. Hiệp hội có tên giao dịch tiếng Anh là Vietnam Textile and Apparel Association, viết tắt là VITAS .
Hiệp hội Dệt May Việt Nam được thành lập ngày 16/7/1999. Điều lệ Hiệp hội Dệt May sửa đổi hiện hành được Bộ Nội vụ phê duyệt tại Quyết định số 92 /QĐ-BNV ngày 28 tháng 1 năm 2011 .
Văn phòng Hiệp hội đặt tại địa chỉ Tầng 15, Khu VP tòa nhà C1 Thành Công, quận Ba Đình, Hà Nội.

## Mục tiêu
Mục tiêu chính của Hiệp hội là 
- Tạo điều kiện hỗ trợ, thúc đẩy và nâng cao hiệu quả các hoạt động sản xuất kinh doanh của toàn ngành và từng thành viên;
- Là đầu mối trao đổi thông tin trong và ngoài nước về giao thương trong lĩnh vực dệt may nhằm sử dụng hợp lý, tiết kiệm vốn và nâng cao khả năng cạnh tranh của từng hội viên cũng như toàn ngành để nhanh chóng hòa nhập với khu vực và thế giới;
- Hợp tác, hỗ trợ nhau về khoa học công nghệ, môi trường; đào tạo, bồi dưỡng cán bộ kỹ thuật, cán bộ quản lý; bảo vệ và điều hòa lợi ích của hội viên và ngành dệt may Việt Nam, tạo ra sức mạnh tổng hợp của toàn ngành, hạn chế và hỗ trợ rủi ro trong quá trình kinh doanh của mỗi thành viên;
- Đại diện quyền lợi của hội viên, tư vấn cho Chính phủ và các cơ quan nhà nước xây dựng chính sách, cơ chế phát triển ngành dệt may Việt Nam, kiến nghị với Chính phủ các giải pháp phù hợp để thúc đẩy sản xuất, kinh doanh ngành dệt may Việt Nam phát triển;
- Đại diện Hội viên tham gia các hoạt động với các tổ chức Hiệp hội ngành nghề dệt may quốc tế và khu vực để đưa ngành dệt may Việt Nam hội nhập;

## Hoạt động quốc tế
Hiệp hội Dệt May Việt Nam đã gia nhập các tổ chức quốc tế sau:
- Hiệp hội các nước xuất khẩu Dệt May Thế giới (ICTB -)
- Liên đoàn May Mặc Thế giới (IAF - International Apparel Federation)
- Liên đoàn May Mặc Châu Á (AAF - ASIAN Apparel Federation)
- Liên đoàn Dệt May Đông Nam Á (AFTEX - ASEAN Federation Textile)
- Liên đoàn Thời trang Châu Á (AFF - ASIAN Fashion Federation)